# Алън Мурхед
Алън Маккрей Мурхед (на английски: Alan McCrae Moorehead; роден на 22 юли 1910 г. в Мелбърн, починал на 29 септември 1983 г. в Лондон) е австралийски писател, военен историк и военен кореспондент.
По време на Втората световна война получава признание за репортажите си от военните действия в Близкия Изток, Азия, Средиземноморието и Северозападна Европа. Награден е с Орден на Британската империя.

## Творчество
- „Mediterranean Front“ (1941)
- „A Year of Battle“ (1943)
- „Eclipse“ (1946)
- „Montgomery. Eine Biographie“ (1947)
- „The End in Africa“ (1943)
- „African Trilogy“ (1945)
- „The Rage of the Vulture“ (1948)
- „The Villa Diana“ (1951)
- „The Traitors. The Double Life of Fuchs, Pontecorvo, and Nunn May“ (1952)
- „Rum Jungle“ (1953)
- „A Summer Night“ (1954)
- „Gallipoli“ (1956)
- „The Russian revolution“ (1958)
- „No Room in The Ark“ (1959)
- „The White Nile“ (1960)
- „Churchill. Eine Bildbiographie“ (1961)
- „The Blue Nile“ (1962)
- „Cooper's Creek“ (1963)
- „The Fatal Impact: An Account of the Invasion of the South Pacific“ (1966)
- „Gallipoli“ (1967)
- „Darwin and the Beagle“ (1969)
- „A Late Education. Episodes in a Lif“ (1970)